# San Clemente, Tarlac
San Clemente (Bayan ng San Clemente) är en kommun i Filippinerna. Kommunen ligger på ön Luzon, och tillhör provinsen Tarlac. Folkmängden uppgår till 11 703 invånare.
San Clemente är indelat i 12 barangayer.